# Concordato de 1753
El Concordato de 1753 fue un concordato de 23 artículos, entre Su Majestad Católica (Fernando VI de España) y el Papa (Benedicto XIV); acordado y firmado en Roma (Palacio del Quirinal) el 11 de enero de 1753 por el Cardenal Valenti y Manuel Ventura Figueroa.

## Antecedentes
Tras la firma del "concordato de 1737" se puso en marcha la negociación prevista en su artículo 23 «para terminar amigablemente la controversia sobre el Patronato» —se trataba de la reivindicación planteada por la Monarquía española de extender a todos sus dominios el Patronato Regio concedido por el papa en tiempos de los Reyes Católicos que les concedía a los monarcas el derecho de nombrar a los obispos y proveer los beneficios eclesiásticos en el Reino de Granada, las islas Canarias y el Imperio de Las Indias—. Las conversaciones las inició el cardenal Molina, que había dirigido los acuerdos parciales conocidos como el "concordato de 1737", pero tras su muerte fue sustituido por el confesor de Felipe V, el jesuita francés Jaime A. Fèbre, que contó con el apoyo de Blas Jover, fiscal de la Cámara de Castilla. Este a su vez recurrió en 1745 al jurista ilustrado valenciano Gregorio Mayans quien redactó un Examen del Concordato de 1737 en el que negaba su validez a partir de la defensa del episcopalismo regalista, y trayendo de nuevo a colación el antecedente de los Concilios de Toledo de época visigoda en los que se habría aprobado el patronato real sobre la Iglesia, por lo que los reyes españoles no necesitaban de la aprobación pontificia para ejercitar su potestad sobre la Iglesia de sus dominios, en ejercicio de las regalías a las que el soberano no podía renunciar. Tras la muerte de Felipe V en 1746 y el ascenso al trono de Fernando VI las negociaciones con Roma pasaron a estar dirigidas por el confesor real, el jesuita Francisco Rábago y Noriega, y el marqués de la Ensenada, quienes al margen de las conversaciones oficiales entablaron unas negociaciones secretas, de las que sólo tenían constancia, además de Rábago y Ensenada, el rey Fernando VI, el papa Benedicto XIV y el Secretario de Estado pontificio, cardenal Valenti Gonzaga.

## El concordato
Fue la vía secreta, de la que no tuvieron conocimiento ni el Secretario de Estado y del Despacho, José de Carvajal y Lancaster, ni el nuncio que llevaron las negociaciones "oficiales", la que condujo a la firma del Concordato de 1753. El papa se negó a reconocer el «patronato universal» como una regalía de la Corona —la tesis sustentada por la Monarquía española, apoyada en el escrito de Mayans—, pero aceptó el dominio de la Corona sobre los beneficios eclesiásticos —lo que suponía el reconocimiento de hecho del patronato universal—, excepto de 52 que se "reservó", precisamente, como prueba de que se trataba de una gracia pontificia. De esta forma se alcanzó, según Mestre y Pérez García, "el mayor triunfo del regalismo español". Al margen de que no se aceptaba el patronato como una regalía, las concesiones eran de tal calibre que el poder del monarca sobre la Iglesia española era absoluto y completo: nombramiento de obispos, canónigos o beneficios eclesiásticos, que pasaba a depender de la voluntad del monarca.
Así pues, el concordato establecía un mayor predominio de la autoridad real sobre la esfera eclesiástica en el interior de la Monarquía Hispánica, el denominado patronato regio. Su principal característica es la de ser un concordato beneficial, que derogaba las reservas pontificias (o reservas apostólicas -annatas, pensiones, espolios, etc.) en la provisión de beneficios eclesiásticos en la Monarquía Hispánica, con consecuencias económicas de importancia relativa, dado el establecimiento de compensaciones. Trató de resolver las múltiples controversias producidas por la convivencia de la jurisdicción papal con las jurisdicciones eclesiásticas locales y la jurisdicción civil, determinando el alcance de cada una (el papa no consintió en conceder un patronato universal); y no entró en otros asuntos en disputa (dispensas matrimoniales, peticiones de particulares y patronatos laicales).
El concordato de 1753 abrió una nueva etapa en las relaciones Iglesia-Estado, pero el objetivo episcopalista y conciliarista perseguido por algunos regalistas e ilustrados como Mayans, no se consiguió porque la Iglesia española quedó bajo el control del soberano, no del concilio de los obispos presididos por el rey como aquellos proponían. Prueba de ello fue que el análisis del Concordato que el marqués de la Ensenada encargó a Mayans, y que este tituló Observaciones al Concordato de 1753, nunca se publicó.
Las conversaciones con la Santa Sede iniciadas por los Borbones no eran sino una continuación de las negociaciones que previamente habían emprendido Chumacero y Pimentel bajo el reinado de los últimos Austrias. Las relaciones entre monarquía española y papado habían sido muy estrechas durante todo el Antiguo Régimen en España, desde el reinado de los Reyes Católicos, aunque el primer concordato se remonta, para la Corona de Castilla, a 1418 (Concordato de Constanza o Concordato de 1418 -durante el Concilio de Constanza-), cuando se reconocieron las reservas pontificias revisadas en el concordato de 1753. 
Ya en la Edad Contemporánea, durante el reinado de Isabel II de España se negoció un nuevo concordato (Concordato de 1851), que en muchas cuestiones dejó como subsidiario al de 1753.